# Granges-de-Vesin

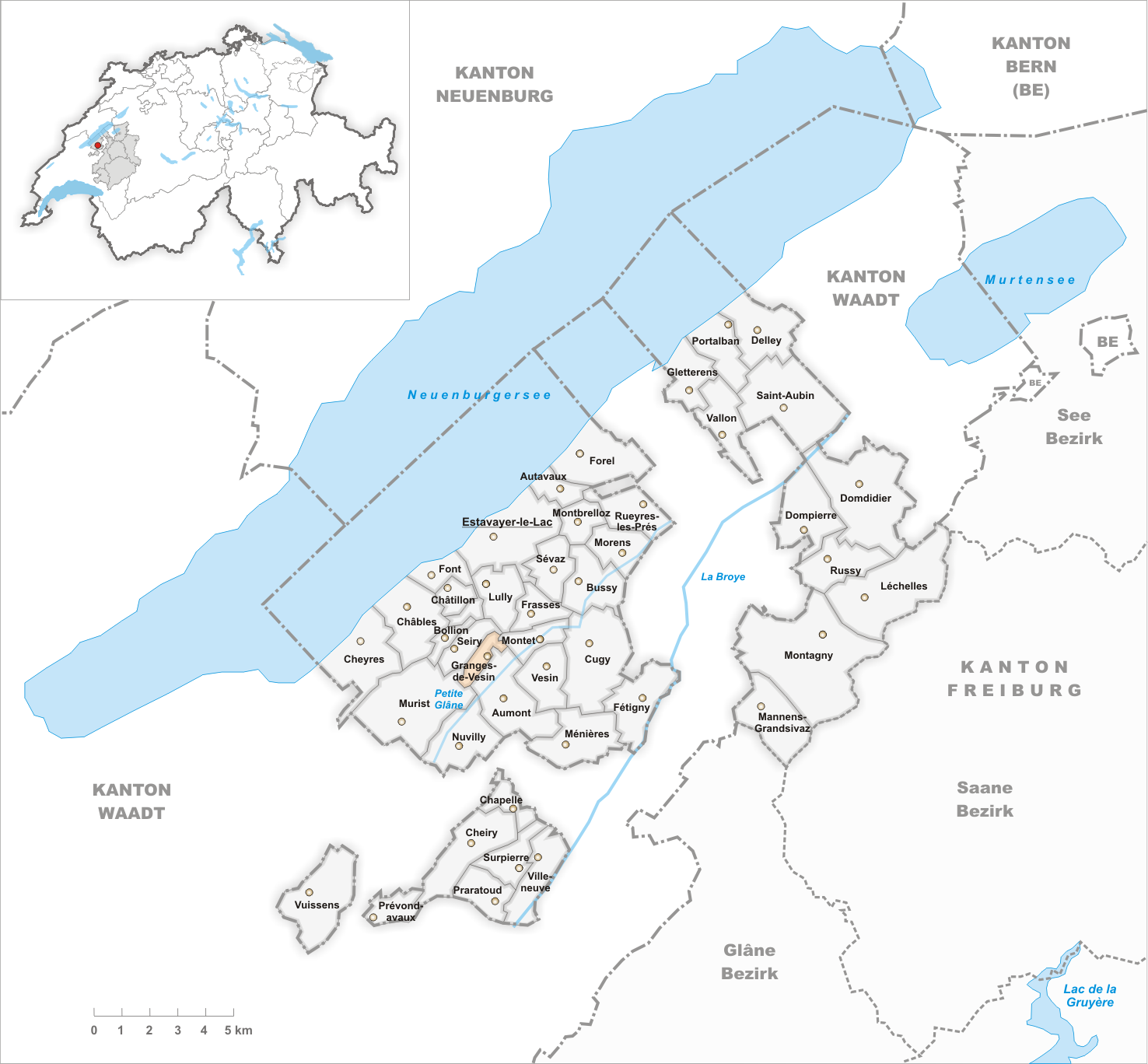
Gemeindestand vor der Fusion am 1. Januar 2004

Granges-de-Vesin ist eine Ortschaft und früher selbständige politische Gemeinde im Distrikt Broye des Kantons Freiburg in der Schweiz. Am 1. Januar 2004 fusionierte Granges-de-Vesin mit Montet (Broye), Frasses und Aumont zur neuen Gemeinde Les Montets.

## Geographie
Granges-de-Vesin liegt auf 515 m ü. M., 4,5 km südlich des Bezirkshauptortes Estavayer-le-Lac (Luftlinie). Das kleine Bauerndorf erstreckt sich auf der nördlichen Talseite der Petite Glâne, am Fuss der Höhe La Lovateire, im Molassehügelland zwischen dem Neuenburgersee und dem Broyetal, im nordwestlichen Freiburger Mittelland. Die ehemalige Gemeindefläche betrug rund 1,2 km². Das Gebiet umfasste den linken Talhang (La Côte) am Mittellauf der Petite Glâne und reichte bis an den Rand des Plateaus von La Lovateire (bis 600 m ü. M.).

## Bevölkerung
Mit 154 Einwohnern (2002) zählte Granges-de-Vesin vor der Fusion zu den kleinen Gemeinden des Kantons Freiburg. Im Jahr 1850 hatte das Dorf 204 Einwohner, 1980 nur noch 88 Einwohner. Zu Granges-de-Vesin gehören einige Einzelhöfe.
Einwohnerzahlen: Volkszählungsdaten

## Wirtschaft
Granges-de-Vesin war bis in die zweite Hälfte des 20. Jahrhunderts ein vorwiegend durch die Landwirtschaft geprägtes Dorf. Noch heute haben der Ackerbau, der Obstbau und die Viehzucht einen wichtigen Stellenwert in der Erwerbsstruktur der Bevölkerung. Einige weitere Arbeitsplätze sind im lokalen Kleingewerbe und im Dienstleistungssektor vorhanden, unter anderem in einem Betrieb des Baugewerbes. Nordöstlich von Granges-de-Vesin wird eine Kiesgrube ausgebeutet. In den letzten Jahrzehnten hat sich das Dorf auch zu einer Wohngemeinde entwickelt. Viele Erwerbstätige sind deshalb Wegpendler, die hauptsächlich in den Regionen Estavayer-le-Lac und Payerne arbeiten.

## Verkehr
Das Dorf liegt abseits der grösseren Durchgangsstrassen an einer Verbindungsstrasse von Montet (Broye) nach Franex. Der nächste Anschluss an die Autobahn A1 (Lausanne–Bern), die im Jahr 2001 eröffnet wurde, befindet sich rund 4 km vom Ortskern entfernt. Durch eine Buslinie der Transports publics Fribourgeois, die an Schultagen von Cugy aus nach Combremont-le-Grand verkehrt, ist Granges-de-Vesin an das Netz des öffentlichen Verkehrs angebunden.

## Geschichte
Die erste urkundliche Erwähnung des Ortes erfolgte 1311 unter dem Namen Grangi de Visins. Seit dem Mittelalter unterstand Granges-de-Vesin der Herrschaft Estavayer. Nachdem Bern 1536 das Waadtland erobert hatte, kam das Dorf unter die Herrschaft von Freiburg und wurde der Vogtei Estavayer zugeteilt. Nach dem Zusammenbruch des Ancien Régime (1798) gehörte Granges-de-Vesin während der Helvetik und der darauffolgenden Zeit zum Bezirk Estavayer, bevor es 1848 in den Bezirk Broye eingegliedert wurde. Erst 1804 wurde das Dorf nach der Abtrennung von Aumont eine selbständige Gemeinde. Granges-de-Vesin besitzt keine eigene Kirche, es gehört zur Pfarrei Aumont.
Im Rahmen der seit 2000 vom Kanton Freiburg geförderten Gemeindefusionen sprachen sich die Bewohner von Granges-de-Vesin, Montet (Broye), Frasses und Aumont für eine Fusion aus. Mit Wirkung auf den 1. Januar 2004 entstand deshalb die neue Gemeinde Les Montets.